# T31 (水雷艇)

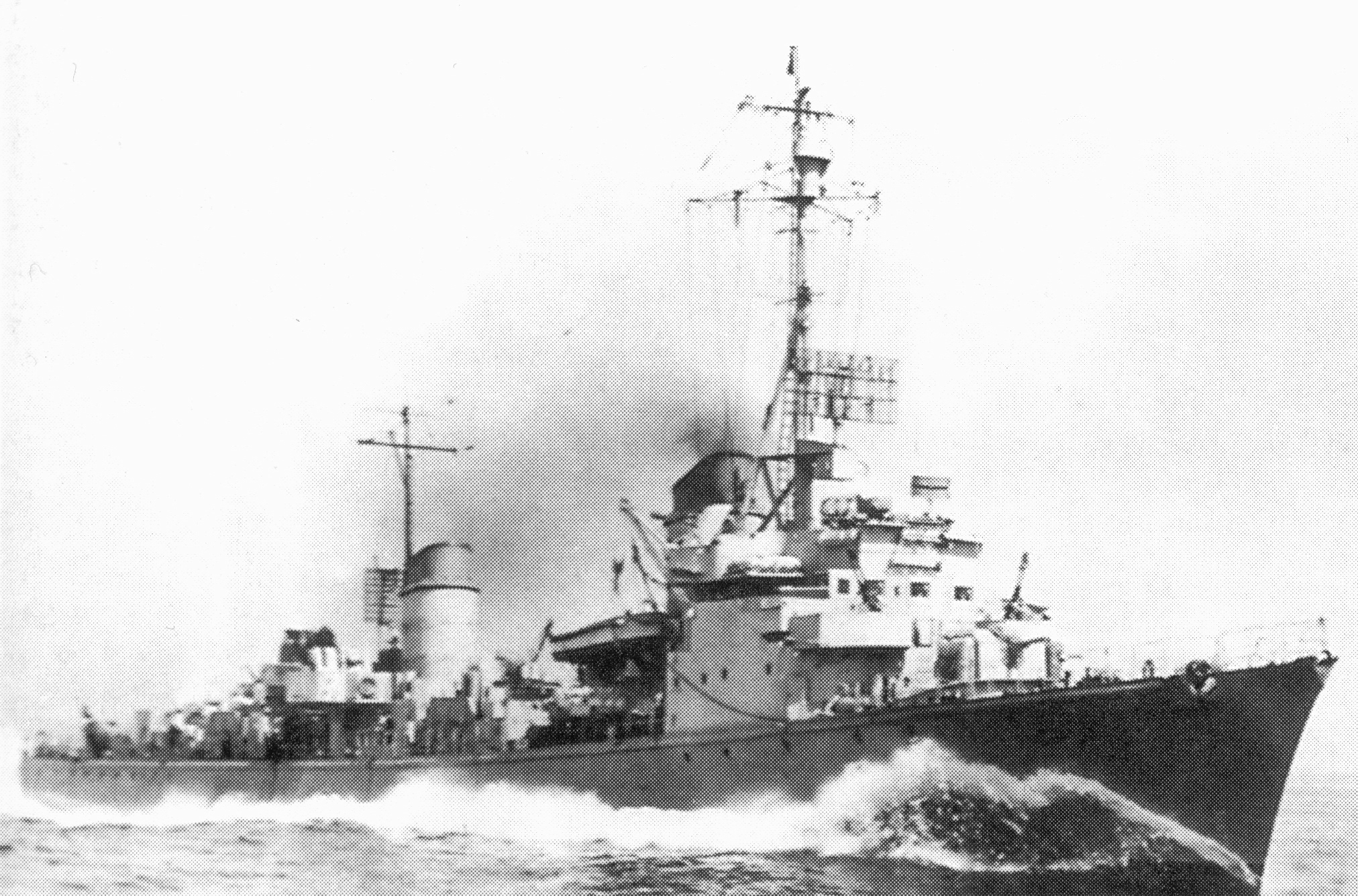

T31はドイツ海軍の水雷艇。1939型。

## 艦歴
1941年1月20日発注。1943年進水。1944年2月5日竣工。
1944年6月、ヴィボルグでの戦闘支援のため水雷艇T30などと共に派遣される。20日、ヴォボルグ沖でソ連の魚雷艇と交戦。TZKA32の雷撃で撃沈された。